# Martin O'Neill
Martin Hugh Michael O'Neill (sinh ngày 1 tháng 3 năm 1952) là một huấn luyện viên và cựu cầu thủ bóng đá người Bắc Ireland,khi còn thi đấu ông đá ở vị trí tiền vệ. Câu lạc bộ gần nhất mà ông dẫn dắt là đội Nottingham Forest.
Bắt đầu sự nghiệp ở Bắc Ireland,O'Neill sau đó sang thi đấu ở Anh và dành phần lớn thời gian trong sự nghiệp với câu lạc bộ Nottingham Forest. Ở câu lạc bộ này ông đã cùng đội giành 2 chức vô địch cúp C1 châu âu vào năm 1979 và 1980. Ông đá 64 trận cho Đội tuyển bóng đá quốc gia Bắc Ireland ghi được 8 bàn thắng ngoài ra ông còn là đội trưởng của Đội tuyển Bắc Ireland tại World Cup 1982.
Sự nghiệp huấn luyện viên của ông gồm các đội Grantham Town, Wycombe Wanderers, Norwich City, Leicester City, Celtic, Aston Villa và Sunderland. Ở Leicester City ông đã cùng đội vào chung kết Cúp Liên đoàn bóng đá Anh 3 lần và có 2 lần vô địch. Khi dẫn dắt Celtic từ năm 2000 đến năm 2005, O'Neill đã cùng câu lạc bộ 3 lần vô địch Giải bóng đá ngoại hạng Scotland và vào chung kết UEFA Cup năm 2003. Sau đó khi dẫn dắt Aston Villa, O'Neill đã cùng câu lạc bộ vào chung kết Cúp Liên đoàn bóng đá Anh năm 2010.
Ông trở thành huấn luyện viên Đội tuyển Cộng hòa Ireland năm 2013 và giúp đội bóng vượt qua vòng loại Euro 2016, lần tham dự thứ 3 trong lịch sử các vòng chung kết Euro trong đó có trận đánh bại nhà đương kim vô địch thế giới là đội tuyển Đức trong hành trình vòng loại. Ông rời vai trò huấn luyện của mình cùng với trợ lý Roy Keane theo "thỏa thuận chung" vào tháng 11 năm 2018. Vào ngày 15 tháng 1 năm 2019, O'Neill trở thành huấn luyện viên Nottingham Forest và cùng đội đứng thứ 9 ở Championship, tuy nhiên vào ngày 28 tháng 6 năm 2019 ông đã bị sa thải.

## Danh hiệu

### Cầu thủ
Distillery
- Irish Cup: 1970–71[7]

Nottingham Forest
- Football League First Division: 1977–78[8]
- Football League Cup: 1977–78, 1978–79[8]
- FA Charity Shield: 1978[9]
- European Cup: 1978–79,[10] 1979–80[11]
- European Super Cup: 1979[12]
- Anglo-Scottish Cup: 1976–77[9]

Đội tuyển Bắc Ireland
- British Home Championship: 1979–80,[9][13] 1983–84[9][14]

### Huấn luyện viên
Wycombe Wanderers
- Football League Third Division play-offs: 1994[9]
- Football Conference: 1992–93[15]
- FA Trophy: 1990–91, 1992–93[9]
- Conference League Cup: 1991–92[15]
- Football Conference Shield: 1991–92, 1992–93, 1993–94[15]

Leicester City
- Football League First Division play-offs: 1996[9]
- Football League Cup: 1996–97, 1999–2000[9]

Celtic
- Scottish Premier League: 2000–01, 2001–02, 2003–04[9]
- Scottish Cup: 2000–01, 2003–04, 2004–05[9]
- Scottish League Cup: 2000–01[9]
- UEFA Cup Á quân: 2002–03[9]